# جون ماكان (سياسي)
جون ماكان (بالإنجليزية: John McCann)‏ هو كاتب وصحفي وسياسي أيرلندي، ولد في 17 يونيو 1905 في جمهورية أيرلندا، وتوفي في 23 فبراير 1980. حزبياً، نشط في فيانا فايل.

## مناصب
- في انتخابات تكميلية، انتخب نائب دييل عن دائرة Dublin South ‏ وقد انضم خلال فترته النيابية ‏ (6 يونيو 1939 – 26 مايو 1943) للكتلة البرلمانية فيانا فايل.
- في 1943 Irish general election [الإنجليزية]‏، انتخب نائب دييل عن دائرة Dublin South ‏ وقد انضم خلال فترته النيابية ‏ (1 يوليو 1943 – 10 مايو 1944) للكتلة البرلمانية فيانا فايل.
- في 1944 Irish general election [الإنجليزية]‏، انتخب نائب دييل عن دائرة Dublin South ‏ وقد انضم خلال فترته النيابية ‏ (9 يونيو 1944 – 11 ديسمبر 1947) للكتلة البرلمانية فيانا فايل.
- في 1948 Irish general election [الإنجليزية]‏، انتخب نائب دييل عن دائرة دبلن الجنوبية المركزية [الإنجليزية]‏ وقد انضم خلال فترته النيابية ‏ (18 فبراير 1948 – 2 مايو 1951) للكتلة البرلمانية فيانا فايل.
- في 1951 Irish general election [الإنجليزية]‏، انتخب نائب دييل عن دائرة دبلن الجنوبية المركزية [الإنجليزية]‏ وقد انضم خلال فترته النيابية ‏ (13 يونيو 1951 – 23 أبريل 1954) للكتلة البرلمانية فيانا فايل.